# Jean-Noël Rey
Jean-Noël Rey (Sierre, 23 de desembre de 1949-Ouagadougou, 16 de gener de 2016) va ser un funcionari suís i polític del Partit Socialista Suís. Va ser director general del servei públic de Correus i Telecomunicacions de Suïssa entre 1990 i 1998, i membre del Consell Nacional de Suïssa des de 2003 fins a 2007.

## Biografia
Va néixer en Sierre, cantó del Valais, sent fill d'un sindicalista. Rey es va graduar amb un doctorat en ciències socials en la Universitat de Ginebra en 1978. També havia realitzat estudis d'economia. En 1976, va ingressar en la Secretaria del Grup Parlamentari Socialista a Berna. En 1983, les dones del partit el van acusar d'haver actuat entre l'ombra per triar a Otto Stich (de qui després va ser el seu assistent personal fins al 1989) en lloc de Lilian Uchtenhagen.
Va ser triat director general del servei públic de Correus i telecomunicacions de Suïssa en 1990, reemplaçant a Jean Clivaz, també polític socialista i valesà. Quan l'empresa estatal es va dividir en Swisscom i Swiss Post en 1998, Rey va ser objecte d'acusacions d'amiguisme i va renunciar com CEO del nou servei postal, però va ser absolt de càrrecs judicials.
Posteriorment va dirigir la branca suïssa d'una empresa de serveis de lliurament entre 2001 i 2003. Anteriorment havia creat una empresa amb l'objecte de posicionar-se al mercat italià, engegant un projecte denominat Mondial, la finalitat del qual era encarregar-se del correu entre Itàlia i Suïssa. Per a això va demanar una garantia bancària de 100 000 francs suïssos, dels quals solament 40 000 van ser reemborsats. Després es va presentar una querella criminal per administració deslleial contra Jean-Noël Rey i el seu ex-director de finances. Més tard van ser absolts pel Tribunal de Berna en 2001.
En 2003, Rey va ser triat per al Consell Nacional, la cambra baixa del parlament nacional suís, en el qual es va exercir fins a 2007 com a membre del Comitè de Finances. En 2013, va assumir la Presidència de la Cambra de comerç Franco-Suïssa a Ginebra. Allí va iniciar un projecte per comerciar entre Basilea, Suïssa, i Jura, a França.
Rey va morir baleado en un restaurant en l'atemptat a Ouagadougou de 2016, juntament amb un altre ex-polític suís, Georgie Lamon. Tots dos havien anat a una escola construïda en Burkina Faso per una fundació de caritat suïssa fundada per Lamon, per la qual Rey va ajudar a recaptar fons.
En un comunicat, el president del Partit Socialista Suís Christian Levrat va rendir un homenatge a Rey el 18 de gener, qualificant-ho de «personalitat eminent i destacat socialista». A més es van col·locar banderes a mitja asta en el Palau federal de Suïssa i la seu de govern del cantó del Valais.